# Sunday Bloody Sunday
„Sunday Bloody Sunday” este prima piesă și al treilea single extras de pe albumul U2 din 1983 album, War. Cântecul se referă la Duminica Însângerată (Bloody Sunday) din 1972, și se remarcă prin bătaia militaristă de tobă, sunetul de chitară simplu dar distinct, și pentru armonia melodică. Este unul dintre cântecele cu cea mai evidentă tentă politică ale U2, versurile descriind sentimentele de groază trăite de un observator al evenimentelor din Derry, când armata britanică a tras în demonstranții pentru drepturi civile.
Discul single a fost lansat în martie 1983 doar în Germania și Olanda; în alte țări, a fost lansat în locul său „Two Hearts Beat As One”.  Împreună cu „New Year's Day”, cântecul a ajutat U2 să obțină atenția unui public mai larg. Criticii au primit în general bine cântecul la lansarea albumului.
Cântecul a rămas de atunci prezent în mod constant în concertele live U2. La primele interpretări, cântecul a produs controverse. Bono a repetat explicit publicului mulți ani la rând mesajul antiură, antiviolență și antidivizare al acestui cântec. Astăzi este considerat a fi unul dintre cântecele de referință ale formației, fiind interpretat foarte frecvent. Criticii îl consideră printre cele mai bune cântece de protest politic, și a fost preluat de mai mulți alți artiști. A fost trecut pe poziția 268 în clasamentul celor mai mari 500 cântece din toate timpurile, alcătuit de revista Rolling Stone.